# 徐霞客
徐霞客（1587年1月5日—1641年3月8日，即萬曆十四年十一月二七日－崇禎十四年正月二七日），名弘祖，字振之，號霞客，直隸江陰縣人，祖籍江西南昌，是明代著名的地理學家、旅行家和文學家。

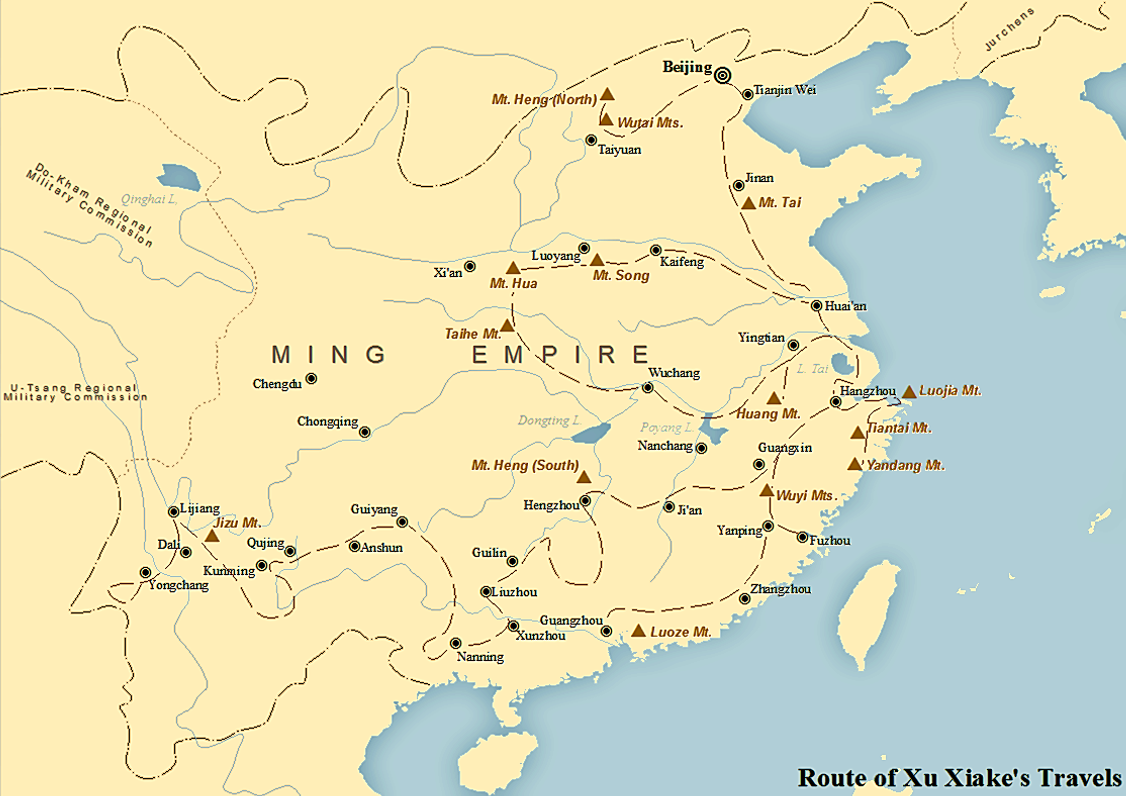
徐霞客旅行足跡

## 生平

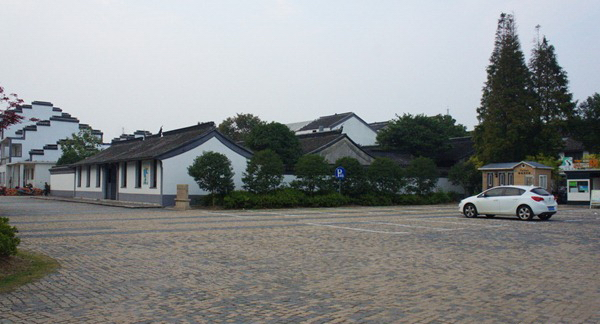
徐霞客故居，位于江苏省江阴市徐霞客镇

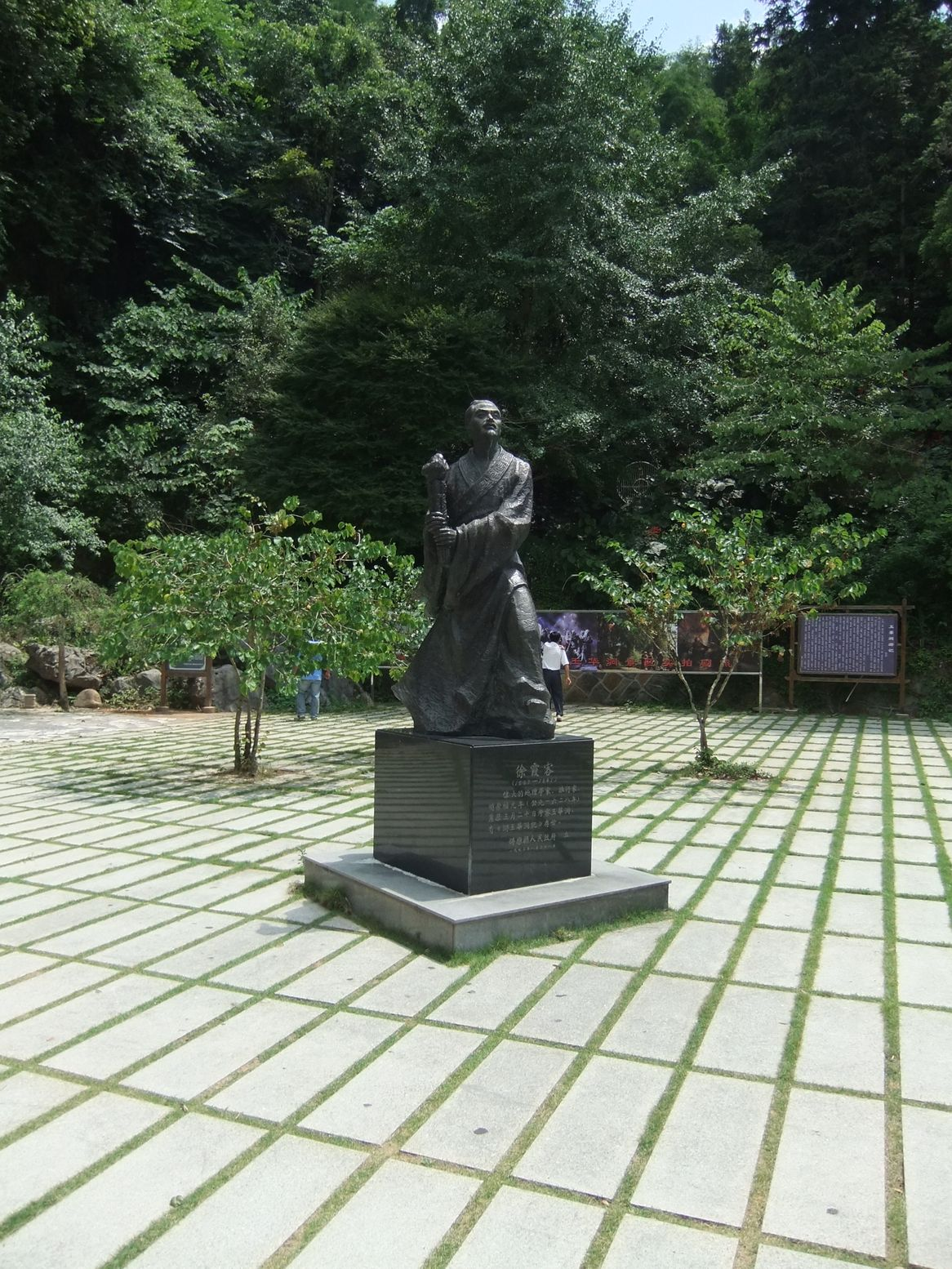
徐霞客雕像，位于福建省三明市将乐县玉华洞景区

徐弘祖是北宋末开封府尹徐錮之後，建炎四年（1130年）迁居浙江。十三世的高祖父徐經是江陰巨富，“膏腴连延，货泉流溢”，弘治十二年因“會試舞弊案”，與唐寅一起涉案下獄。徐经作《贲感集》以自明，後抑郁死。父亲徐有勉有兄弟6人，母親王孺人性勤樸，“故好艺植，好纺织”，生子三人，弘祚、弘祖（霞客）、弘禔（庶子）。至徐霞客時，徐家“田庐不及中人之产”，徐霞客分得家产有200多亩。
万历三十五年（1607年）丁未，徐霞客娶江阴望族許學夷侄女为妻，生子徐屺；後與许学夷暢遊惠山，開啟旅遊之序幕。万历四十五年（1617年）元配許氏病故，隔年續娶罗济之女為妻，生子徐峴。唯罗氏生性凶悍，夫妻感情不睦。霞客卻爱上前妻的婢女周氏。罗氏妒恨，乘霞客出遠門時，将周氏改嫁李家，“方孕而嫡嫁之”，生子李介立。
徐霞客縱遊舉國南北，跋涉了許多人煙罕至的荒野地區，往往露宿荒野。足跡遍歷今北京、河北、山东、河南、江苏、浙江、福建、山西、江西、湖南、广西、云南、贵州等16省，所到之处，探幽寻秘，并记有遊记，记录观察到的各种现象、人文、地理、动植物等状况。
徐霞客尤其对石灰岩地貌进行了深刻的研究和记录，包括溶洞分布，石钟乳、石笋、溶溝、石芽、石樑成因都有详细的考释，是举世第一人。同时对长江源头作了考察，纠正了古代文献對岷山“導江”的錯誤論斷。
旅途中，徐霞客好识友，如云南纳西族土司木增、诗人唐泰。黄道周、文震孟、錢謙益、項煜、陳仁錫等與徐霞客經常唱和。崇禎元年（1628年），徐霞客入閩游羅浮，即走訪黄道周、鄭鄤。陳函輝寫有《徐霞客墓志銘》。

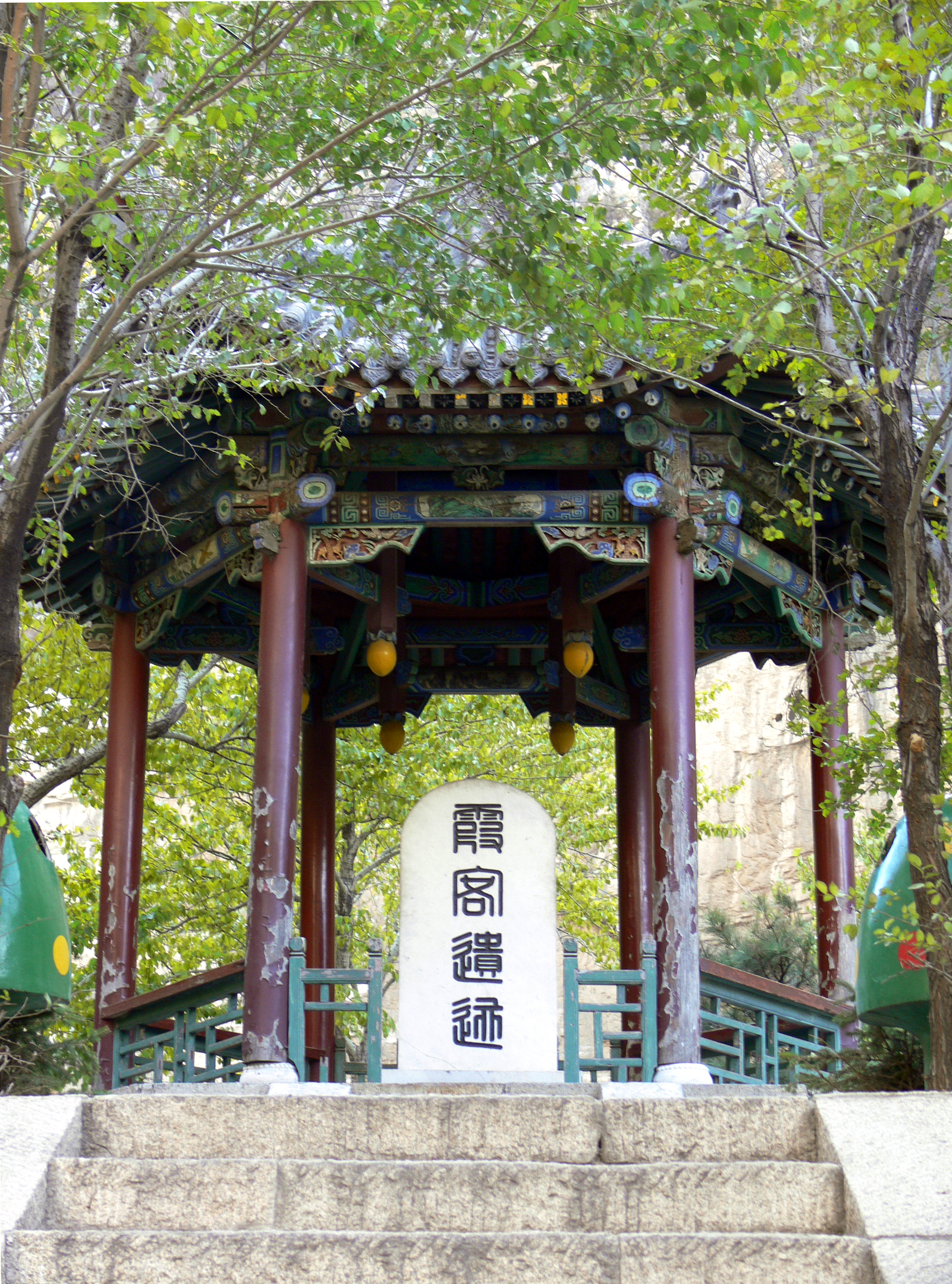
山西浑源县悬空寺徐霞客遗迹

徐母生產的織造品是徐霞客早年的重要旅费来源。晚明官贪民困，盗贼蜂起，在長期的遊歷考察過程中，曾多次絕糧，多次遇盜。崇禎十年（1637年）二月在湘江遇盜，徐本人赤身跳水逃走，脫險後一無所有，只得向同鄉好友金祥甫借貸二十兩銀子才完成旅程。崇祯十年四月十日，行至湖南未阳北新城附近时，“蔬米俱盡，而囊無一文”，以友人劉君所赠送的绸布一方，“就村婦易米四筒。”勉強度過難關。崇禎十年十月初十，中軍唐玉屏給了徐霞客一塊馬牌。徐霞客得以用馬牌支使村民为他和仆人抬轿赶路，人手不够时，以“二妇人代舆”。甚至为两隻鸡失窃而扣人不放，被认为有擾民之嫌。
崇禎十三年（1640年），徐霞客在雲南腾越（今腾冲）游历时得病，雙足不能行走，由當地知府用轎子送返江苏江阴，不久去世。

## 遊記
徐霞客生前託季夢良（字會明）整理自己的手稿，季夢良、王忠紉將遊記手稿編輯成書。清军进攻江阴时，季夢良帮助守城，全家被杀，手稿大部分被焚於兵火。徐霞客私生子李寄收集残存的抄本，编辑成《徐霞客遊记》，清初吴江人潘耒為《徐霞客遊記》作序。1980年褚紹唐、吳應壽又對此書進行整理、校點。其内容包括他所到之处的地理、地貌、地质、水文、气候、植物、农业、矿业、手工业、交通运输、古迹、風俗民情，仍然具有很高的科学和文学价值。

## 評價
清初錢謙益在〈徐霞客傳〉將徐霞客與張騫、玄奘法師、耶律楚材並列。清朝文人潘耒評他「以性靈遊，以軀命遊，亙古以來，一人而已」。
梁啟超將徐霞客與地質學家顧祖禹等人並舉為一代地理學成就者。譚其驤將徐霞客與王士性並舉為明末遊記文學雙耀。
唐錫仁在《中國科學技術史·地學卷》稱徐霞客「與李時珍、朱載堉、徐光啟、宋應星並列為當時五大科學家。」